# Le Plessis-l'Échelle
Le Plessis-l'Échelle är en kommun i departementet Loir-et-Cher i regionen Centre-Val de Loire i de centrala delarna av Frankrike. Kommunen ligger i kantonen Marchenoir som tillhör arrondissementet Blois. År 2022 hade Le Plessis-l'Échelle 58 invånare.

## Befolkningsutveckling
Antalet invånare i kommunen Le Plessis-l'Échelle
| Referens: INSEE |